# Basiliche in India
Elenco delle basiliche presenti in India, in ordine alfabetico delle  località:

## A
- Angamaly:
  - Basilica of St. George (Decreto del 24.06.2009)
- Arthunkal:
  - St. Andrew’s Basilica (Decreto del 21.05.2010)
- Attur-Karkala:
  - Basilica of St. Lawrence (Decreto del 26.04.2016)

## B
- Bandel:
  - Basilica Shrine of Our Lady of the Rosary (Decreto del 25.11.1988)
- Bandra:
  - Basilica di Santa Maria del Monte (Bombay) (Mount Mary Church) (Decreto del 04.10.1954)
- Bangalore:
  - St. Mary’s Basilica (Decreto del 02.09.1973)

## C
- Chennai:
  - Basilica di San Tommaso (Decreto del 16.03.1956)

## E
- Ernakulam:
  - St. Mary’s Cathedral Basilica (Decreto del 20.03.1974)

## G
- Goa Velha:
  - Basilica of Bom Jesus (Decreto dell'11.01.1946)

## K
- Kochi:
  - Santa Croce (Kochi) (Decreto del 23.08.1984)

## P
- Pallippuram:
  - Basilica of Our Lady of Snow (Decreto del 27.08.2012)
- Poondi:
  - Basilica of Our Lady of Lourdes (Decreto del 03.08.1999)
- Pondicherry:
  - Basilica of the Sacred Heart of Jesus (Decreto del 24.06.2011)

## S
- Sardhana:
  - Basilica of Our Lady of Graces (Decreto del 13.12.1961)
- Secunderabad:
  - Basilica of Our Lady of the Assumption (Decreto del 07.11.2008)

## T
- Thoothukudi:
  - Shrine Basilica of Our Lady of the Snows (Decreto del 30.07.1982)
- Tiruchirappalli:
  - Basilica of the Holy Redeemer (Decreto del 12.10.2006)
- Thrissur:
  - Basilica of Our Lady of Dolores (Decreto del 25.04.1992)
- Thiruvananthapuram:
  - St. Mary Queen of Peace Basilica (Decreto del 13.10.2008)

## U
- Ulhatu:
  - Basilica of the Divine Motherhood of Our Lady (Decreto del 30.11.2004)

## V
- Vallarpadam:
  - National Shrine Basilica of Our Lady of Ransom (Decreto del 01.12.2004)
- Velankanni:
  - Basilica of Our Lady of Good Health (Decreto del 03.11.1962)